# Hidroklorotiazid
Hídroklorotiazíd (tudi hidroklortiazid) je diuretik (učinkovina, ki povečuje izločanje seča) iz skupine tiazidov, ki se uporablja za lajšanje edemov in kot zdravilo proti povišanem krvnem tlaku (antihipertenziv). Med drugim se uporablja tudi za zdravljenje insipidusnega diabetesa in renalne tubulne acidoze ter zmanjševanje tveganja za nastanek ledvičnih kamnov z bolniki s hiperkalciurijo (povišanimi ravnmi kalcija v seču). Za zdravljenje povišanega krvnega tlaka ga številne klinične smernice uvrščajo med zdravila izbora. Uporablja se z zaužitjem (peroralno) in se lahko za povečanje učinka kombinira z drugimi zdravili za zniževanje krvnega tlaka, pogosto v isti tableti.
Med možne neželene učinke spadajo poslabšanje ledvične funkcije, motnje elektrolitov (zlasti hipokaliemija, redkeje hiponatremija), putika, povišane ravni krvnega sladkorja (hiperglikemija) in ortostatska hipotenzija. Poročajo, da se preobčutljivost za hidroklorotiazid pogosteje pojavlja pri posameznikih s preobčutljivostjo za sulfonamide, vendar povezava ni dokazana. Lahko se uporablja med nosečnostjo, vendar ni zdravilo izbora pri tej skupini bolnic.
Hidroklortiazid kot tiazidna učinkovina zavira ledvično sposobnost zadrževanja vode. Posledično se zniža prostornina krvi, zato se manj krvi vrača v srce in se s tem zmanjša minutni volumen srca. Dolgoročno naj bi prišlo tudi do zmanjšanja perifernega žilnega upora.
Uvrščen je na seznam osnovnih zdravil Svetovne zdravstvene organizacije, torej med najpomembnejša učinkovita in varna zdravila, potrebna za normalno zagotavljanje zdravstvene oskrbe.